# Zwiespalt (Weiss)
Zwiespalt (Weiss) ist das fünfte Soloalbum des deutschen Rappers Basstard. Es erschien am 24. Juni 2011 über das Independent-Label Horrorkore Entertainment. Nach den Veröffentlichungen von Zwiespalt (Grau) im Jahr 2008 und Zwiespalt (Schwarz) im darauf folgenden Jahr ist es der letzte Teil einer Album-Trilogie.

## Hintergrund
Basstard veröffentlichte 2008 mit Zwiespalt (Grau) den ersten Teil seiner „Zwiespalt“-Trilogie. Dabei bestand der Ansatz darin, drei musikalisch unterschiedliche Alben zu veröffentlichen, wobei Zwiespalt (Schwarz) dem Hip-Hop-Subgenre Horrorcore zugeordnet werden kann, während Zwiespalt (Weiss) positivere Themen behandelt. Die Stücke, die nicht in das Konzept dieser beiden Alben passen, sollten auf Zwiespalt (Grau) veröffentlicht werden. In einem Interview erklärte Basstard, dass Zwiespalt (Weiss) im Verlauf der Arbeit an der Trilogie umkonzipiert worden sei. Nachdem die Grundidee gewesen sei, Texte über zum Beispiel die Schönheit der Natur aufzunehmen, habe er festgestellt, dass dabei die Aspekte, die ihn ausmachen, verloren gingen. Aus diesem Grund entstanden auch für Zwiespalt (Weiss) Stücke, die etwa „Horrorgeschichten“ wiedergeben. Dabei legte er jedoch Wert darauf, diese anders als auf seinen bisherigen Alben umzusetzen.
Die Arbeit an Zwiespalt (Weiss) zog sich über einen Zeitraum von drei bis vier Jahren. Dabei benötigten einige Stücke vergleichsweise lange Zeit bis zur Fertigstellung. In einem Interview erklärte Basstard den Produktionsablauf seines Albums: „Das war das erste Mal, dass ich mich so intensiv mit meiner Musik auseinandersetzen musste. […] Manche Songs haben Jahre gebraucht. Früher habe ich Leute ausgelacht, wenn sie mir so etwas erzählt haben. Jetzt verstehe ich erst, dass es ein langer Prozess ist, dass der Song reifen muss. Ich bin daran gewachsen.“ Die ersten Aufnahmen entstanden bei den Hip-Hop-Produzenten Djorkaeff und Beatzarre. Später nahm Basstard in seinem eigenen Studio auf.
Die erste Ankündigung der Veröffentlichung des Albums wurde durch die Vorstellung des Covers zu Zwiespalt (Weiss) über das soziale Netzwerk Facebook am 1. April 2011 gemacht. Drei Wochen später folgte die Bekanntgabe der Titelliste.

## Titelliste
1. Introduktion – 1:16
2. Basstard City – 2:50
3. Stehe mein’ Mann (feat. Ozan und Papa Geno) – 4:46
4. Den Teufel als Freund – 3:57
5. BC Soldat (feat. Bass Crew) – 4:18
6. Keine Angst – 4:20
7. Wohin geht, woher kommt – 4:30
8. Der Kreis schließt sich (feat. Sera Finale) – 3:15
9. Wer ist schuld? – 3:49
10. Wind der Freiheit – 3:23
11. Was war der Grund (feat. Sady K und Prinz Pi) – 4:24
12. Neonlichtgeschichten (feat. Medizin Mann) – 4:00
13. Wenn es ernst wird – 4:32
14. Niemand kennt unsere Namen 2 (feat. Tony D) – 3:11
15. Jetzt und gleich – 3:43
16. Nach vorne (feat. Die Atzen und Dystrust) – 4:14
17. Ewigkeit (feat. Tarek von K.I.Z.) – 3:09
18. Lächle (feat. Muhabbet und Sady K) – 4:03
19. Jeannie – 5:46
20. Weiss – 3:56

## Inhalt

### Produktion und Musik
Die Aufnahmen entstanden zu einem Großteil im Studio der Produzenten Djorkaeff und Beatzarre, die dementsprechend für die meisten Songs verantwortlich zeigen. Sie produzierten Basstard City, Den Teufel als Freund, BC Soldat, Keine Angst, Der Kreis schließt sich, Wer ist schuld?, Wind der Freiheit, Was war der Grund?, Wenn es ernst wird, Niemand kennt unsere Namen 2 und Jetzt und gleich. KD Supier, der vor allem durch seine Zusammenarbeit mit Megaloh bekannt ist, war als Co-Produzent an den Stücken Den Teufel als Freund, Keine Angst, Wenn es ernst wird, Niemand kennt unsere Namen 2 und Jetzt und gleich beteiligt. Des Weiteren war Kardinal Blunt für die musikalische Untermalung von Wohin geht, woher kommt, Neonlichtgeschichten, Wenn es ernst wird, Lächle, Jeannie und Weiss verantwortlich. High Hat war als Co-Produzent von Jeannie und Johann S. Kuster von Lächle, Ewigkeit und Wenn es ernst wird beteiligt. Eine Produktion kann Samurai Sounds (Introduktion) zugeordnet werden. Evil Hectorr hat die Stücke Stehe mein’ Mann und Nach vorne produziert. Zudem war der Sänger Muhabbet als Co-Produzent von Lächle tätig.
Das musikalische Grundgerüst der Hip-Hop-Beats wurde bei einigen Stücken durch den Einsatz von zusätzlichen Instrumenten erweitert. Markus „Jacky“ Jakwert, Mitglied der Gruppe Dystrust, spielte für die Lieder Wenn es ernst wird, Nach vorne und Jeannie E-Gitarre ein. Mit Marius Mahn war ein weiterer Gitarrist an den Songs BC Soldat und Wind der Freiheit beteiligt. Max Biederbeck spielte des Weiteren Hintergrundgitarren für Wenn es ernst wird und Jeannie ein. Zudem steuerte er die E-Gitarre für Weiss bei. Manfred Borsch spielte für Lächle Schlagzeug ein. Des Weiteren ist auf diesem Stück eine von Thomas Plickmann eingespielte E-Gitarre zu hören.
Nach Beendigung der Aufnahmen folgte die Abmischung durch Johann S. Kuster. Das abschließende Mastering erfolgte in Leipzig durch Peer Hahnfeldt.

### Gastbeiträge
Zwiespalt (Weiss) enthält eine Reihe von Gastbeiträgen unterschiedlicher Musiker. Dabei sind zunächst die Grundgerüste der Lieder entstanden, bevor Basstard einen passenden Gastrapper angefragt hat. Auf Nach vorne sind sowohl die Rapper Frauenarzt und Manny Marc, die gemeinsam das Duo Die Atzen bilden, als auch Dystrust, eine Dark-Metal-Band, die seit 2009 bei Horrorkore Entertainment unter Vertrag stehen, vertreten. Frauenarzt tritt gemeinsam mit MC Bogy ein weiteres Mal auf BC Soldat in Erscheinung. Prinz Pi, der bereits mit Das ist Berlin auf dem ersten und Hafenbeckenschlächter auf dem zweiten Teil der Trilogie zu hören gewesen ist, war an der Entstehung von Was war der Grund beteiligt. Weitere Beiträge wurden von den Sängern Muhabbet, Sady K, Ozan und Papa Geno sowie den Rappern Tony D und Medizin Mann beigesteuert. Außerdem hat Basstard im Zuge der Produktion von Zwiespalt (Weiss) erstmals mit Sera Finale zusammengearbeitet. Laut Angabe von Basstard, habe er Finale vor Entstehung des Stücks Der Kreis schließt sich nicht gekannt. Der gemeinsame Song sei auf Anregung des Produzenten Djorkaeff entstanden. Da Sera Finale einige Monate vor Veröffentlichung des dritten Teils der „Zwiespalt“-Trilogie seine Tätigkeit als Rapper beendet hatte, äußerte Basstard stolz über das gemeinsame Lied.

## Vermarktung

### Videos und Lieder
Am 22. April 2011 wurde ein Video zu dem ersten Stück des Albums Introduktion veröffentlicht. Dieses war von Samurai Sounds Production produziert worden.
Mit Jeannie wurde am 17. Juni 2011 der erste Song als Single veröffentlicht. Diese erschien nicht in physischer Form, sondern ausschließlich digital als E-Single. Neben der Album-Version enthält die Single sechs Remixe, die Video- und Radio-Version des Stücks sowie das Instrumental, die A-cappella-Version und das zusätzliche Lied Weisst du noch?, auf dem neben Basstard auch Medizin Mann vertreten ist. Die Remixe wurden von Thomas von Welt, Buaka & Woroc, Ambeation, Khaos Beats, DJ Desue und Evil Hectorr produziert. Am 19. Juni erschien der Evil-Hectorr-Remix zum kostenlosen Herunterladen im Internet. Zwei Tage später folgte die Veröffentlichung des Videos. In diesem sind unter anderem der Sänger Muhabbet und Rapper Sido zu sehen.
Als weiterer kostenloser Titel erschien am 22. Juni 2011 Horrorkore Possetrack 2. Dieser entstand unter Mitwirkung von Skome, Medizin Mann, Charlie, Moneymaxxx, PreStar, Sucht, Black88, Daemien, Double M, FaZe, Hellbourne, Silence One, Omen, Kardinal Blunt, Pipe, Whiskey, AK, BAD PAT, $aMC One, Tarot, Nino White, Acelya, Desert Eagle, Erold Dunkel, DeeAss ONE, Totengräber, Sork, SOAL, Phrozen und Smoke.
Der Song Basstard City wurde im Rahmen der Videoreihe Halt die Fresse von Aggro.TV visuell umgesetzt. Das Video wurde am 23. Juni 2011 veröffentlicht. Ein weiteres reguläres Video erschien einen Tag später zu Neonlichtgeschichten.
Aggro.TV präsentierte in der Erscheinungswoche von Zwiespalt (Weiss) unter dem Titel Aggro Alarm täglich Videos zu Basstard. In diesem Zusammenhang wurden die Videos zu Jeannie, Basstard City und Neonlichtgeschichten sowie ein Interview und Aufnahmen vom Mastering in Leipzig präsentiert.

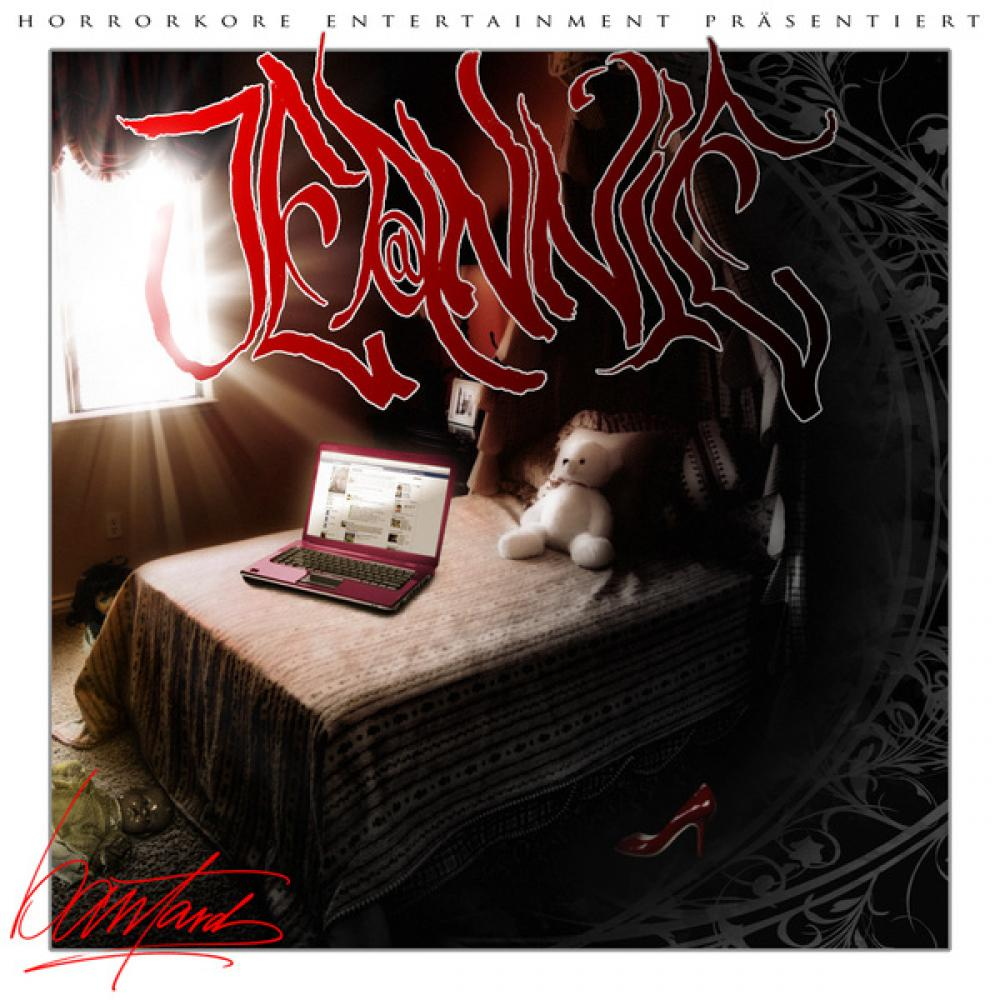
Cover der Single „Jeannie“
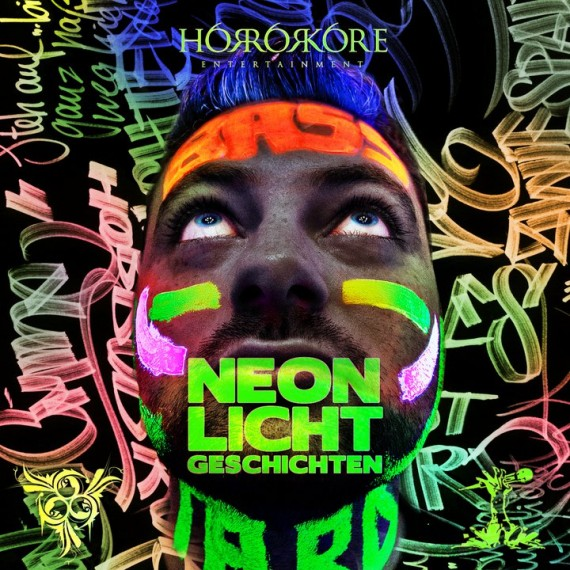
Cover der Single „Neonlichtgeschichten“

### Tournee
Am 2. Dezember 2011 startete Basstard mit einem Auftritt in Köln eine Konzert-Tournee unter dem Titel „Weiss Tour“. Bei der sieben Städte umfassenden Tournee wurde der Rapper von seiner Band Dystrust und Medizin Mann begleitet. Zudem trat der Rapper DCVDNS als Support in Köln, Weinheim und Frankfurt auf. Basstard veröffentlichte ein Videotagebuch, in dem unter anderem Ausschnitte von den Proben zur Tournee präsentiert werden.

## Kritik
Die Internetseite Rap.de bewertete das Album positiv. Basstard zeige eine Weiterentwicklung, die „sich selten im deutschen HipHop findet.“ Der Redakteur attestiert dem Rapper ein „unvergleichliches Talent mit seiner Stimme umzugehen.“ Er decke in jedem Lied eine große Bandbreite unterschiedlicher Vortragsweisen ab, wobei vor allem Ewigkeit beeindrucke: „Passend zum Text scheint die Stimme an einigen Stellen zu zerbrechen, um sich wenige Takte später wieder wütend über den Beat zu erheben und anschließend in sanften Gesangsflows zu verlaufen.“ Eine ähnlich positive Wertung gibt Rap.de der Neuauflage des Songs Jeannie. Auch textlich spiele Basstard „in der ganz großen Liga“, wobei vereinzelte Reime weniger originell seien. Das Stück Lächle enthalte mit Sady Ks Gesang eine „fast kitschige Hook“ und ergebe in Verbindung mit dem Text und dem Einsatz von E-Gitarren einen „richtigen Pop-Hit.“ Ein weiterer positiver Aspekt ist die Auswahl der Gastrapper, mit denen das Album nicht überfrachtet worden sei. Dennoch werden insbesondere die Strophen von Tony D, Manny Marc sowie Frauenarzt, der in Nach vorne die „Atzen aus der Mittelschicht“ grüßt, negativ hervorgehoben. Abschließend werden die Titel Stehe mein' Mann, Wer ist schuld? und Jetzt und gleich als blass gegenüber den Stücken Was war der Grund?, Neonlichtgeschichten, Lächle, Ewigkeit und Weiss bezeichnet. Zusammenfassend handele es sich bei Zwiespalt (Weiss) nahezu um einen „modernen Klassiker.“